# Sven Teutenberg
Sven Teutenberg (Düsseldorf, 18 augustus 1972) is een Duits voormalig wielrenner.

## Carrière
Teutenberg werd beroepswielrenner in 1994 bij Team Telekom en reed vervolgens voor een aantal verschillende ploegen, waaronder US Postal. Hij behaalde een aantal overwinningen, met name in kleinere wedstrijden. Tussen 1995 en 2002 werd hij zes keer derde in een etappe in de Ronde van Spanje. Zijn beste resultaat was een tweede plaats in de negende etappe in 2001, hier finishte hij achter Igor González de Galdeano.

## Privéleven
Teutenberg is een oudere broer van wielrenster Ina-Yoko Teutenberg. Ook hun oudere broer Lars was beroepsrenner. Daarnaast is Teutenberg de oom van Lea Lin en Tim Torn die allebei eveneens wielrenner zijn. Hij was gekend als een van de betere vrienden van Jan Ullrich.

## Belangrijkste overwinningen
1993
5e etappe Circuit Franco-Belge
Eindklassement Circuit Franco-Belge
1994
2e en 9e etappe Tour DuPont
1996
8e etappe Commonwealth Bank Classic
1e etappe Teleflex Tour
Rutas de America
9e etappe Tour DuPont
1997
Rund um Düren
1998
Proloog Ronde van Rijnland-Palts
2003
4e etappe Ronde van Hessen

## Resultaten in voornaamste wedstrijden
| Jaar | Ronde van Italië | Ronde van Frankrijk | Ronde van Spanje |
| ---- | ---------------- | ------------------- | ---------------- |
| 1994 |                  |                     |                  |
| 1995 |                  |                     | 113e             |
| 1997 |                  |                     | 111e             |
| 1998 |                  |                     | opgave           |
| 1999 |                  |                     |                  |
| 2000 |                  |                     |                  |
| 2001 |                  | 80e                 | 134e             |
| 2002 | opgave           |                     | 132e             |
| 2003 |                  |                     |                  |

| Jaar | Milaan-San Remo | Gent-Wevelgem | Parijs-Roubaix | Parijs-Tours | Cyclassics Hamburg |  | WK op de weg |
| ---- | --------------- | ------------- | -------------- | ------------ | ------------------ |  | ------------ |
| 1994 |                 |               |                | 87e          |                    |  |              |
| 1995 |                 |               | 85e            | ↑            |                    |  |              |
| 1997 |                 |               |                | 18e          |                    |  |              |
| 1998 | 146e            | 68e           |                |              |                    |  |              |
| 1999 |                 |               |                |              | 15e                |  |              |
| 2000 |                 | 22e           |                |              | 37e                |  |              |
| 2001 |                 |               |                | 43e          | 10e                |  |              |
| 2002 |                 |               |                |              | 16e                |  | 8e           |
| 2003 |                 |               |                | 83e          | 155e               |  |              |

Wielerploegen van Sven Teutenberg
Aldag ·
Ampler ·
Audehm ·
Bölts ·
De Wilde ·
Gröne ·
Hanegraaf ·
Henn ·
Heppner ·
Holm ·
Krieger · 
Kummer ·
Ludwig ·
Merckx ·
Raab ·
van Orsouw ·
Wesemann ·
Zabel ·
Teutenberg (stagiair) ·
Werner (stagiair)
van Bon ·
Boogerd ·
den Braber ·
Cordes ·
Daelman ·
Dekker ·
Jekimov ·
Jemison ·
de Koning ·
Kvålsvoll ·
Ledanois ·
Maassen ·
Moncassin ·
Moreels ·
Mulders ·
Namtvedt ·
Neljoebin ·
Nijdam ·
Runkel · 
Sherwin ·
Teutenberg ·

Van Hooydonck ·
Van Lancker ·
Wauters ·
Blaudzun (stagiair) ·
Vansevenant (stagiair)
Abdoezjaparov ·
Blaudzun ·
van Bon ·
Boogerd ·
Bouwmans ·
Dekker ·
Jekimov ·
Maassen (tot 15/10) ·
Moncassin ·
Mulders ·
Neljoebin ·
Ozols ·
Piziks · 
Teutenberg ·
Van Den Bossche ·
Van Hooydonck ·
Vogels ·
de Vries ·
Wauters
Baker ·
Baranowski ·
Brożyna ·
Engleman ·
Gerlach · 
Gragus · 
Hamilton · 
Hampsten · 
Jemison · 
Lupeikis · 
Reiss ·
Teutenberg · 
Sheehan · 
Villatoro
Baffi ·
Baker ·
Baranowski ·
Brożyna ·
Deramé ·
Gragus · 
Hamilton · 
Hincapie · 
Jekimov · 
Jemison · 
Lupeikis ·
Meinert-Nielsen · 
Mercier ·
Reiss ·
Robin ·
Teutenberg · 
Villatoro ·
Almansa (stagiair)
Andreu ·
Armstrong ·
Baranowski ·
Deramé · 
Hamilton · 
Hincapie · 
Jekimov · 
Jemison · 
Llaneras ·
Meinert-Nielsen · 
Robin ·
Teutenberg · 
Vande Velde ·
Vaughters ·
Villatoro
Branko ·
De Meester ·
Gritsoen ·
Haas ·
Haselbacher ·
Henrix · 
Ludewig ·  
McGrory ·
Mühlbacher · 
Ordowski ·
Peschel ·
Rich · 
Sauerborn ·
Teutenberg · 
Sjantir ·
Walzer ·
Trampusch (stagiair) ·
Wrolich (stagiair) 
Branko ·
Gaute Hølestøl ·
Gritsoen ·
Hardter ·
Haselbacher ·
McGrory ·
Mühlbacher · 
Ordowski ·
Peschel ·
Pollack ·  
Rich · 
Sauerborn ·
Schmidt ·
Steinhauser · 
Teutenberg · 
Walzer ·
Wrolich
Augé ·
Brard ·
Á. Casero ·
R. Casero ·
Chanteur ·
Clinger ·
Da Cruz ·
Flickinger ·
García ·
Hernández ·
Klinger ·
Korff ·
Lino ·
Madouas ·
Moreau ·
Pérez ·
Plaza ·
Prétot ·
Radochla ·
Rebollo ·
Reynaud ·
Sastre ·
Teutenberg ·
Vicario ·
Wüst (tot 30/06) ·
Schleck (stagiair) 
Bayarri · 
Bergmann · 
Bertolini ·
Beuchat · 
Bourquenoud · 
Buxhofer · 
Camaño · 
Camenzind · 
Charrière · 
Derepas · 
Domínguez ·
Elmiger · 
Fertonani ·   
Fragniere · 
Gougot · 
Grabsch · 
Griggio · 
Kupfernagel ·
Moos · 
Oesaw · 
Pereiro · 
Reihs · 
Salmon · 
Schnider · 
Strazzer · 
Teutenberg ·
Zumsteg ·
Joho (stagiair) · 
Rast (stagiair) 
Adamsson ·
Aebersold (tot 15/05) ·
Becke ·
Beltrán (tot 15/05) ·
Casero ·
Christensen (tot 15/05) ·
García ·
Garmendia ·
Guidi ·
Hernández ·
Korff ·
Lara ·
Liese ·
Pérez (tot 31/03) ·
Plaza ·
Radochla ·
Rund ·
Schweda ·
Steinhauser ·
Teutenberg ·
Ullrich  ·
Urban ·
von Kleinsorgen ·
Wilhelms ·
Zülle (tot 31/03)
Byukusenge · Chaabane · Evans · George · McLeod · Munanganda · Nameembo · Niyonshuti · Potgieter · Teutenberg · Thomson · C. Van Heerden · J. Van Heerden
- Gemeinsame Normdatei: 189543442
- International Standard Name Identifier: 0000 0003 5989 7038
- Virtual International Authority File: 220474371